# Mitrovice (Moravičany)
Mitrovice (německy Mitrowitz) jsou součástí obce Moravičany v okrese Šumperk. Leží v katastrálním území Doubravice nad Moravou.
Symbolem osady Mitrovice je svislý bílý pruh uprostřed červeného pole. Původ má nejspíš v rodu Mitrovských z Mitrovic a Nemyšle.[zdroj?] Symbol je nyní součástí znaku obce Moravičany, pod kterou ves spadá.

## Historie
První písemná zmínka o obci pochází z roku 1786.
Osada Mitrovice vznikla na místě vysušeného panského rybníka. Dodnes je patrné, že se ves oproti okolním obcím nachází v mírné prohlubni.
1786 Vznikla ves Mitrovice z doubravického dvora. Název dostala podle žádlovického hraběte Jana Křtitele Mitrovského. Hrabě do vsi nechal z Olomouce převést sochu svého patrona sv. Jana Křtitele. Sochu z roku 1733 vytvořil přední český barokní sochař Ondřej Zahner. Jiné prameny tvrdí, že sochu vsi daroval řád Kartuziánů.
1842 – 1845 V těchto letech se stavěla kolem Moravičan železnice, což dalo i Mitrovickým velké pracovní příležitosti.
1892 Mitrovice připojeny pod poštovní úřad v Moravičanech.
1935 Byla postavena silnice do Mitrovic.
24. 11. 1938 Z mnichovského záboru vypuštěny obce Moravičany, Doubravice, Mitrovice, Loštice a další.
květen 1942 Po atentátu na Heydricha byla celá ves prohledávána příslušníky SS.
1976 Byla osada společně s Doubravicí administrativně připojena k obci Moravičany. Do té doby spadala pod obec Doubravice.
1997 Osadu Mitrovice postihla katastrofální povodeň, kvůli které se z celkových 23 stavení zřítilo 8 domů.
2012 V tomto roce byla dokončena protipovodňová ochrana obce.

## Povodně 1997
Dne 7. července 1997 zasáhla osadu Mitrovice doposud největší přírodní katastrofa v dějinách.[zdroj?] Společně s obcemi Troubky a Leština se stala ves symbolem této ničivé katastrofy na řece Moravě. Zaplavení obce předcházely vydatné deště.
Mitrovice ležící 200 metrů od břehů řeky Moravy byly zaplaveny okolo půl jedenácté dopoledne dne 7. července. Přes noc ze 7. do 8. července probíhala evakuace všech obyvatel Mitrovic. Lidem bylo nabídnuto provizorní bydlení v kulturním domě v Doubravici, ale toho nakonec nikdo nevyužil, neboť evakuovaní našli ubytování u příbuzných v sousedních obcích. Od 8. července voda pomalu klesala. V některých místech dosahovala přes 1 m. Z celkových 23 obytných domů se jich 8 zřítilo, také několik stodol a hospodářských staveních. Škody na majetku se pohybovaly v řádech sta tisíců.[zdroj⁠?!] Opravy a rekonstrukce obce započali po 9. červenci, kdy z obce odtekla voda zpět do říčního koryta. 
V letech 2011 – 2012 byly vybudovány ochranné hráze před "stoletou vodou" kolem obcí Mitrovice a Moravičany. V roce 2014 byla dokončena komunikace v obci a proběhly generální úpravy veřejného prostranství. Povodně v roce 1997 připomíná pamětní kámen, který se nachází na dolním konci obce (na točně).
Povodně v roce 1997 zasáhly 1/3 území Moravy a Slezska.

## Obyvatelstvo
Původní obyvatelstvo obce bylo ještě v 18. století německé, ale brzy se počeštilo.
| rok            | 1829 | 1854 | 1876 | 1890 | 1895 | 1900 | 1905 | 1930 | 1950 | 1970 | 1980 | 1991 |
| -------------- | ---- | ---- | ---- | ---- | ---- | ---- | ---- | ---- | ---- | ---- | ---- | ---- |
| počet obyvatel | 113  | 115  | 128  | 94   | 101  | 104  | 107  | 118  | 95   | 103  | 88   | 72   |

## Kulturní památky a pamětihodnosti
V katastru obce jsou evidovány tyto kulturní památky:
- Socha sv. Jana Křtitele (u silnice ve středu obce) – sochařská práce z roku 1733.

Další pamětihodnosti obce:
- Kaple sv. Josefa se zvonicí z poloviny 18. století.
- Kamenný kříž z roku 1806, který nechal postavit Jan Mazal při cestě do Řimic.
- Památný kámen povodní roku 1997.

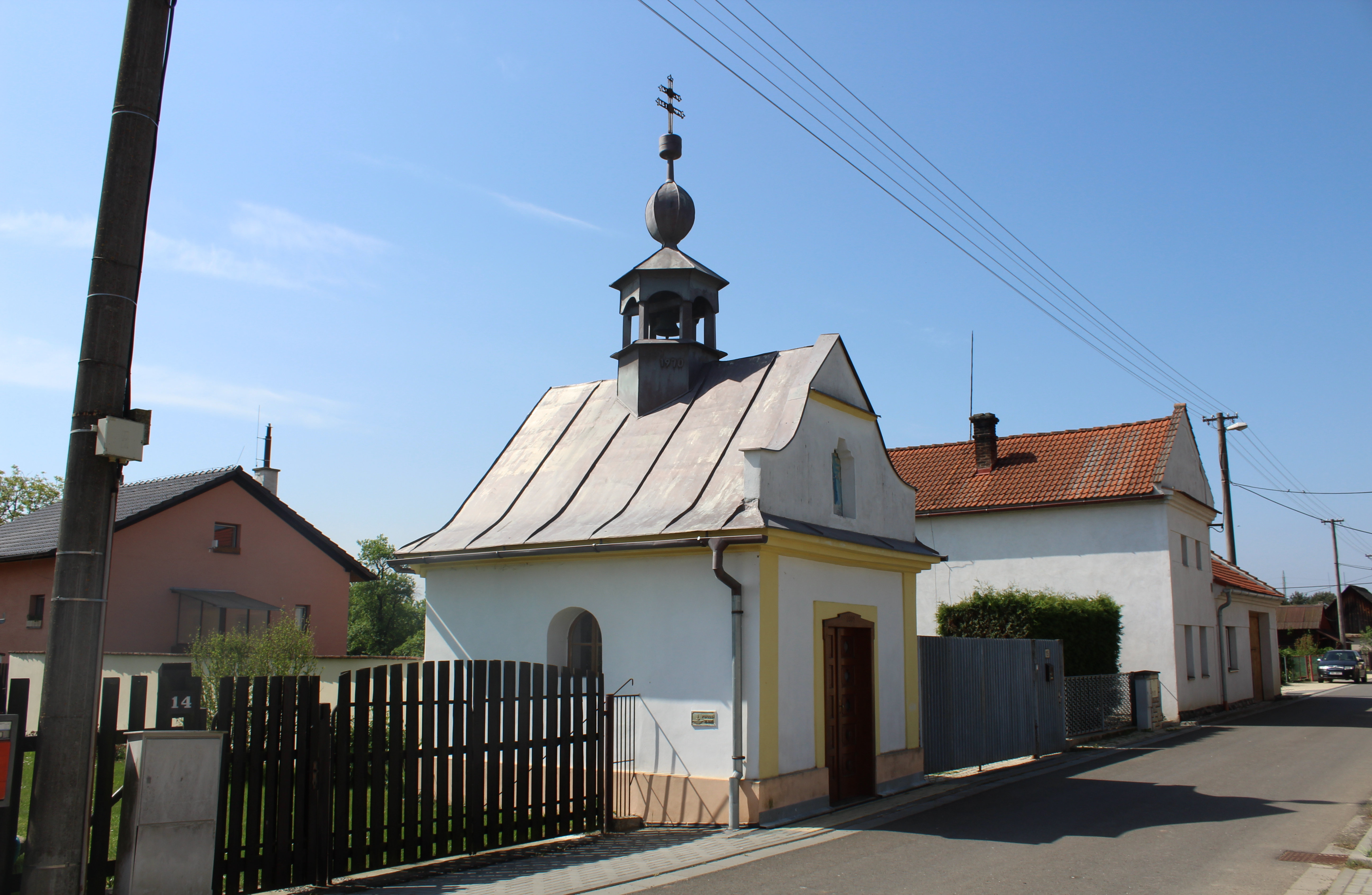
Kaple sv. Josefa v centru obce

- Roubená stodola z 19. století (naproti č.p. 19).
- Mitrovický dub – mohutný solitérní dub letní nedaleko vsi směrem na Nové Mlýny.

## Galerie

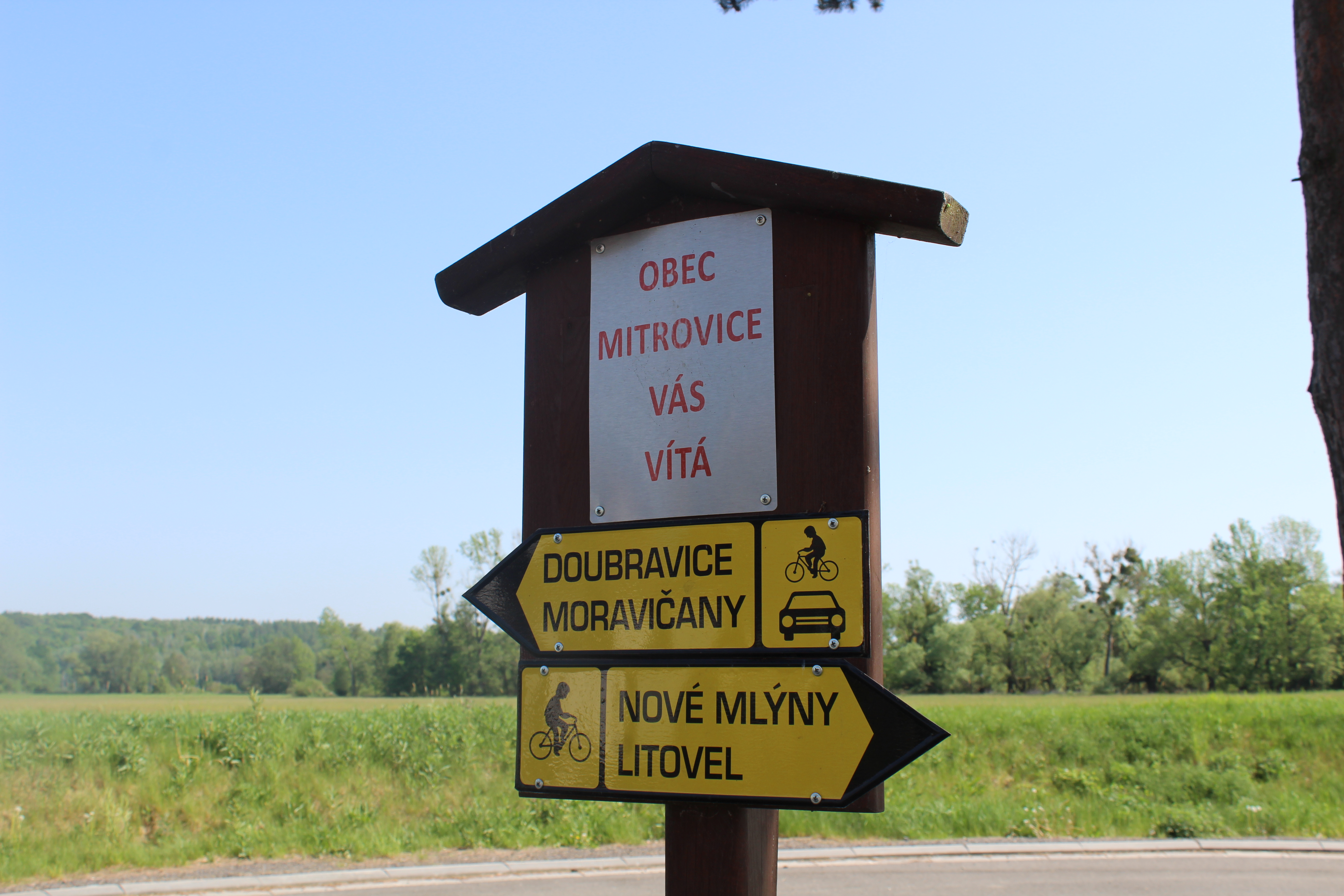
Mitrovický rozcestník

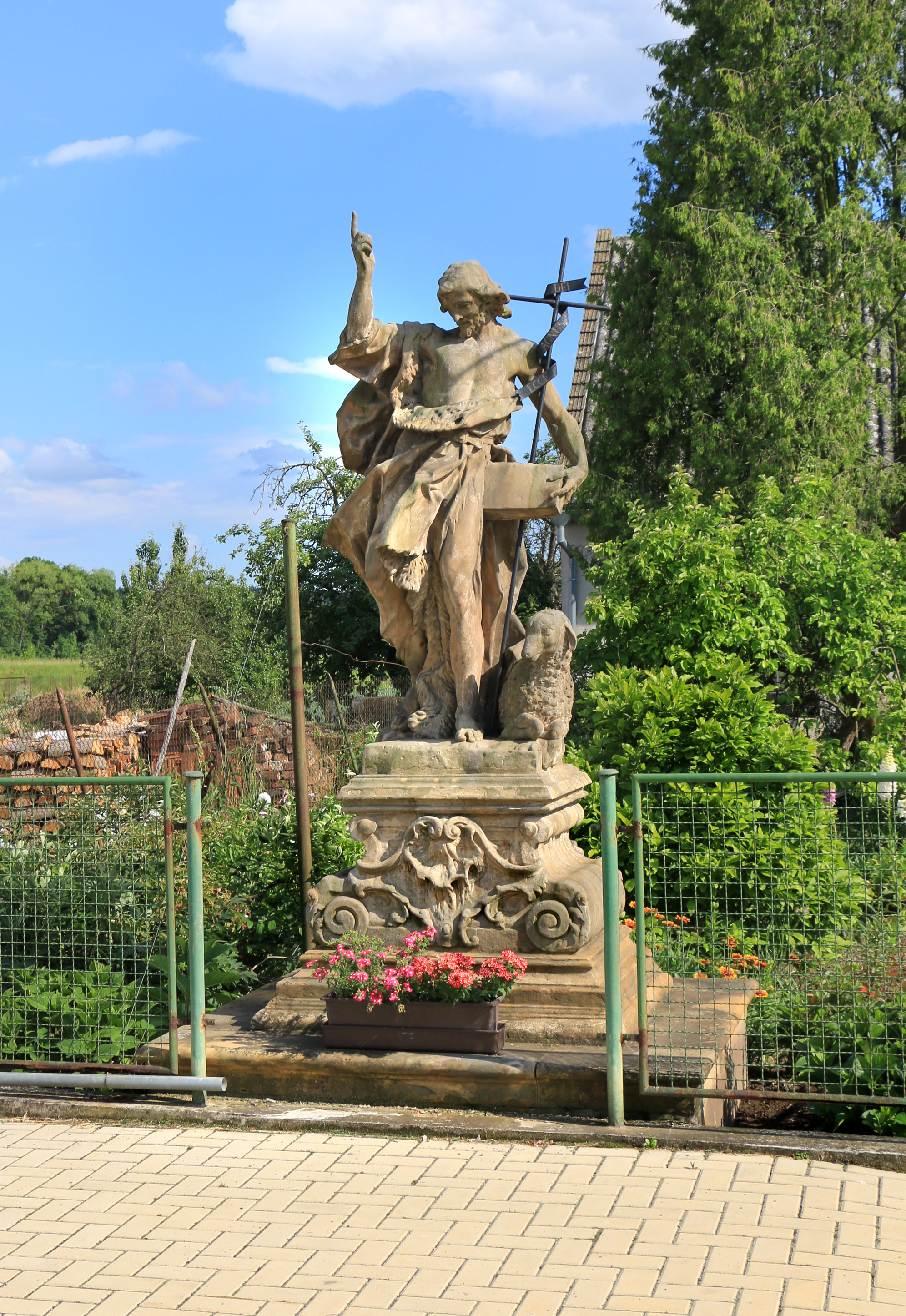
Socha sv. Jana Křtitele
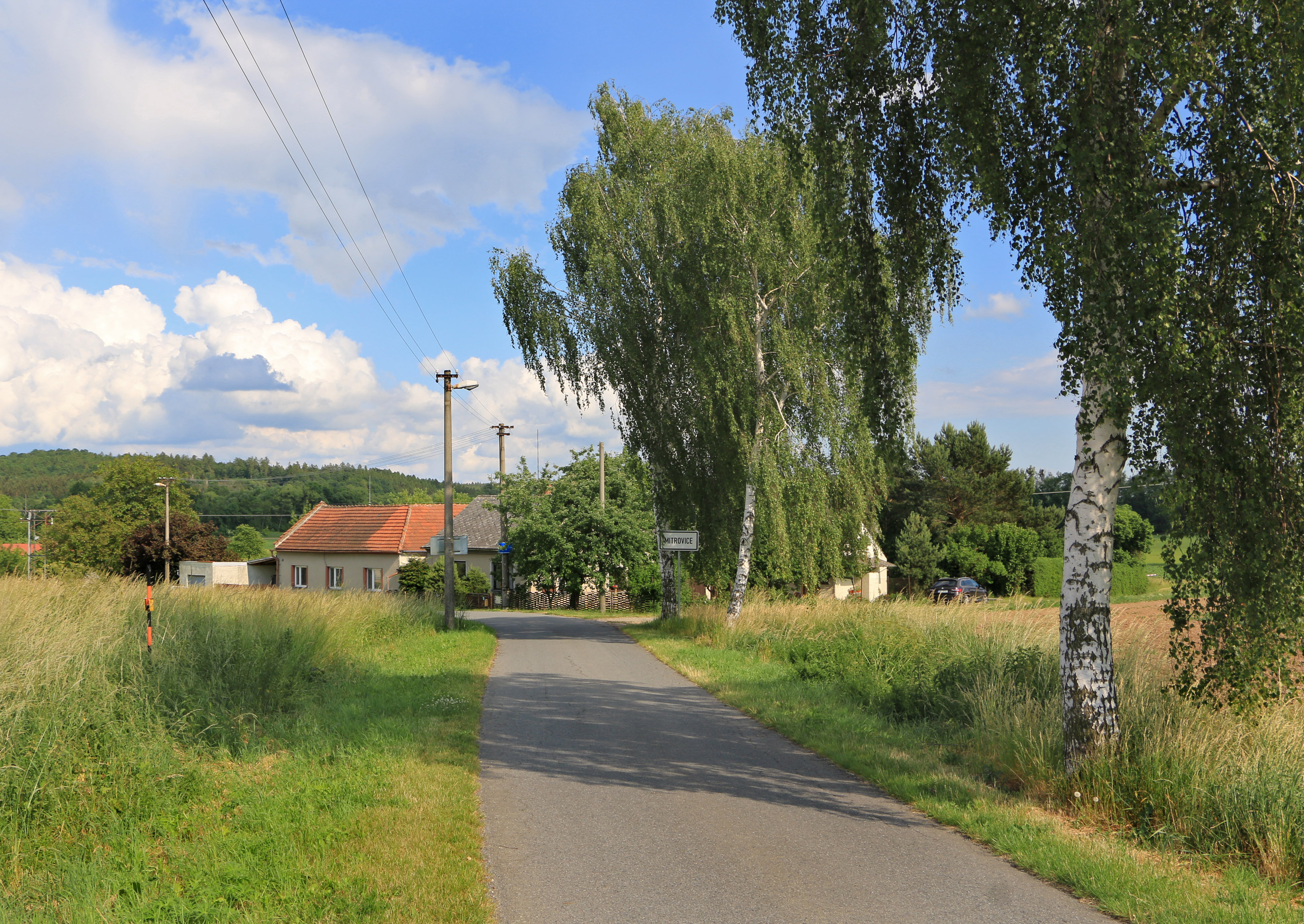
Jediný příjezd k vesnici
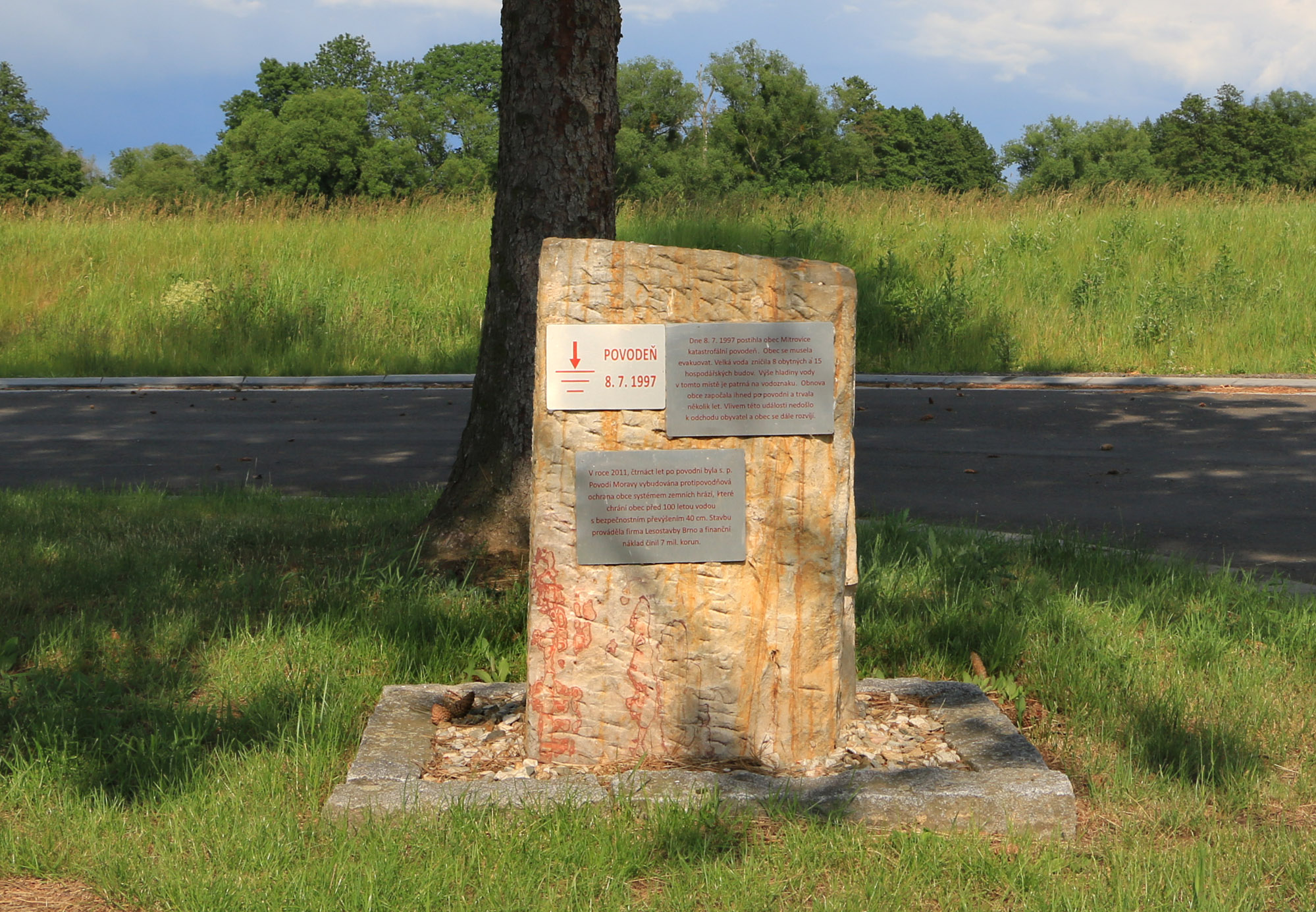
Připomínka povodní z roku 1997
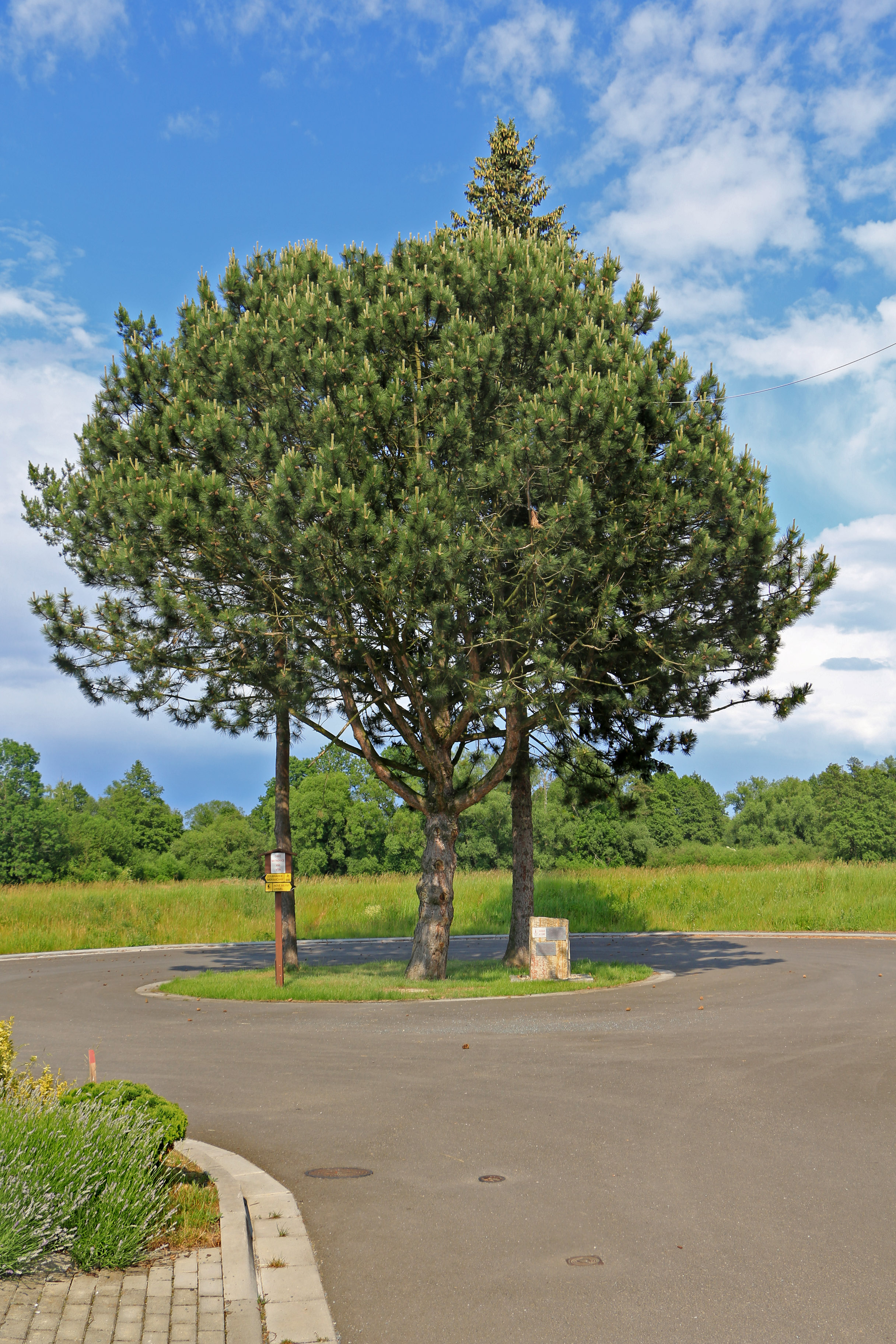
Otočka na konci vsi